# Pont du Cayla
Le pont du Cayla (en occitan : lo pont del Cailar) se situe sur l'ancienne commune de La Bastide-l'Évêque, nouvellement intégrée à la commune nouvelle du Bas Ségala, et enjambe Aveyron. 
Bien qu'il fût sur une route de marchandises très empruntée au Moyen Âge et permettait de lever une taxe de passage de l'Aveyron, ce pont n'est utilisé de nos jours que par des randonneurs.

## Historique
La forme de l'arche ainsi que la maçonnerie d'apparence archaïque ont permis de dater l'ouvrage de l'époque antique, plus précisément de l'époque gallo-romaine . 
La voie qui passait par ce pont reliait Rodez (Segodunum) à Cahors (Divona)  via Cranton (Carantomagus), où se négociaient des quantités importantes de plomb argentifère. La présence de cette route marchande, une draille sur laquelle les marchandises transitaient, a pu jouer un rôle dans l'établissement de La Bastide l'Evêque par l'évêque de Rodez, Raymond de Calmont, en 1280.
La première trace écrite faisant référence à l'ouvrage date de 1316 . Le pont permettait la circulation de voyageurs, de troupeaux de bétails, de marchandises ainsi que de minerais extraits des mines de la région de La Bastide l'Evêque, moyennant l'acquittement d'une taxe de passage, la tonlieu ,. Ces flux de marchandises témoignant de la présence de mines d'argent, de fours et de villae sur les plateaux surplombant La Bastide l'Evêque sont évoqués dès le Ier siècle , notamment sur une plaque gravée visible à la Bastide l'Evêque.
Au Moyen Âge, le château du Cayla , dont subsiste encore une tour circulaire (la tour du Cayla) et quelques dépendances assurait le guet en aval et en amont de la rivière de l'Aveyron et contrôlait notamment les passages du pont. Le château, à laquelle une église était adossée, fut occupé par les Anglais durant la guerre de Cent ans. Ce dernier était un fief stratégique à maîtriser afin de permettre la mise en défense du pont et d'assurer le prélèvement des taxes de passage .

## Description
Le pont, en pierre naturelle, assez étroit (2m de large) et bordé de deux garde-corps d'un peu moins d'un mètre, comporte une arche unique en plein cintre contrebutée par deux culées bâties à même la roche des berges de l'Aveyron. Une rampe douce qui se rétrécit permet l'accès au pont depuis la berge ouest . 
Des trous de boulins de forme carrée attestent encore de l'utilisation d'un cintre en bois lors de la construction du pont. La tablier est en dos d'âne et le pavement irrégulier est composé principalement de pierres et de galets disjoints . De nombreuses traces attestent de reconstructions et réparations au fil du temps .

## Localisation
Cet ouvrage se situe dans les gorges de l'Aveyron, à une altitude d'environ 475 m , en contrebas de la tour de Cayla, à 3,5 km de l'ancienne commune de La Bastide l'Evêque et 10 km à l'est de Villefranche-de-Rouergue. Il permettait de relier Cahors à Rodez d'ouest en est via un passage par Cranton et la ville franche.
L'accès au pont se fait par la route départementale D118, dont Cayla en marque l'extrêmité (impasse), soulignant ainsi la relégation de cette voie pour d'autres plus pratiques et rapides.
Le chemin de grande randonnée GR 62 B passe par ce pont et offre un cadre préservé aux randonneurs .

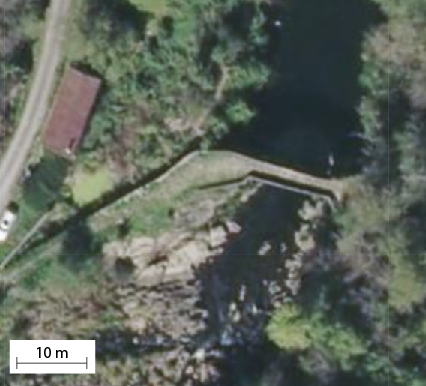
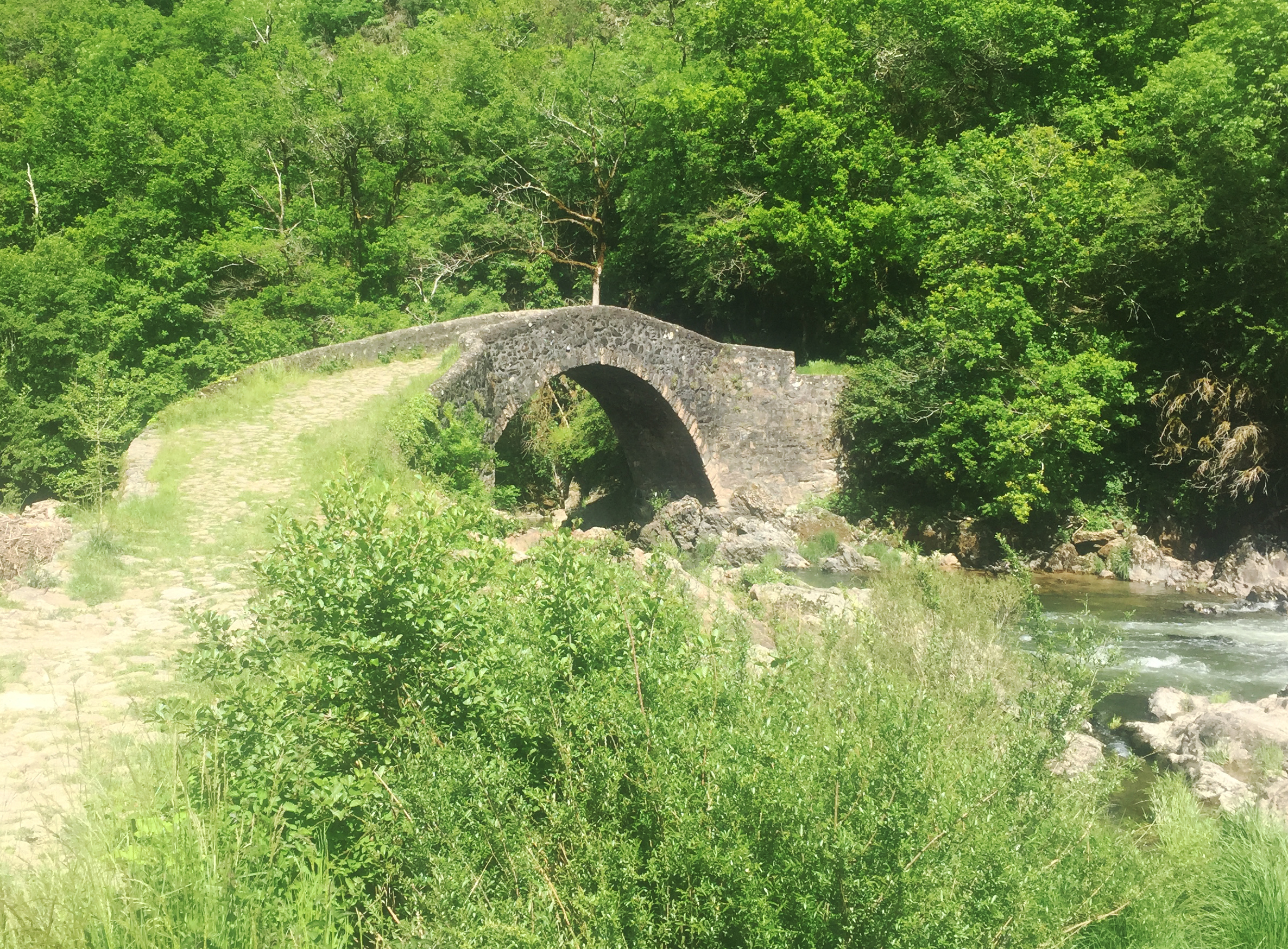
Pont du Cayla vu depuis la berge.